# Hino (Kanepi)
Hino – wieś w Estonii, w prowincji Põlva, w gminie Kanepi.